# Biret Eljabal
Biret Eljabal (tiếng Ả Rập: بيرة الجبل) là một ngôi làng Syria nằm ở phó huyện Tell Salhab ở huyện Al-Suqaylabiyah, Hama. Theo Cục Thống kê Trung ương Syria (CBS), Biret Eljabal có dân số 543 trong cuộc điều tra dân số năm 2004.